# تشم عربي باتاوة (باتاوة)
تشم عربي باتاوة (بالفارسية: چم عربی پاتاوه) هي قرية تقع في إيران في قسم باتاوة الريفي. يقدر عدد سكانها بـ 112 نسمة بحسب إحصاء 2016.